# Slag bij Pea Ridge
De Slag bij Pea Ridge vond plaats op 7 en 8 maart 1862 in Bentonville (Arkansas), tijdens de Amerikaanse Burgeroorlog. Deze slag staat ook bekend als de Slag bij Elkhorn Tavern. Het Noordelijke Army of the Southwest onder leiding van brigadegeneraal Samuel R. Curtis versloeg het Zuidelijke Army of the West onder leiding van generaal-majoor Earl Van Dorn. Na de slag verkregen de Noordelijken de controle over de staat Missouri. Dit is ook een van de weinige veldslagen waarbij het Zuidelijke leger groter was dan het Noordelijke.

## Achtergrond

### De Noordelijken
Eind 1861 en begin 1862 slaagden de Noordelijken erin om de Zuidelijken, onder leiding van generaal-majoor Sterling Price uit Missouri te verdrijven. In de lente van 1862 maakten de Noordelijke Army of the Southwest, onder leiding van brigade generaal Samuel R. Curtis op om de Zuidelijken in Arkansas te bestrijden.
Curtis verplaatste zijn ongeveer 10.250 soldaten en 50 kanonnen naar Benton County (Arkansas). Ze kampeerden bij de Sugar Creek. Zijn leger bestond voornamelijk uit mannen uit Iowa, Indiana, Illinois, Missouri en Ohio. Ongeveer de helft van deze manschappen waren Duitse immigranten. De Duitsers werden ingedeeld in de 1ste en 2de divisie onder leiding van brigadegeneraal Franz Sigel. De Amerikanen werden ingedeeld in de 3de en 4de divisie. De bedoeling was om een etnische balans te verkrijgen tussen de verschillende divisies en hun bevelhebbers.
Curtis had langs de rivier een uitstekende defensieve positie uitgebouwd om de verwachte tegenaanval van de Zuidelijken te weerstaan.

### De Zuidelijken
Generaal-majoor Earl Van Dorn werd benoemd tot bevelhebber van het Trans-Mississippi district. Dit om te voorkomen dat de spanningen tussen generaal Sterling Price van Missouri en generaal Benjamin McCulloch van Texas voor problemen zou zorgen. Van Dorns Army of the West telde ongeveer 16.000 soldaten; waaronder 800 Cherokee-indianen, eenheden van de Missouri State Guard en manschappen van Texas, Arkansas, Louisiana en Missouri.
Van Dorn was op de hoogte van de Noordelijke manoeuvres in Arkansas. Hij had de volledige vernietiging van het Curtis’s leger voor ogen. Zijn plan was om de vijand te flankeren om hun achterhoede aan te vallen. Dit zou hopelijk leiden tot de terugtrekking of vernietiging van de Noordelijken.

## Voor de slag
Generaal Van Dorn was niet van plan om Curtis’s positie met een frontale aanval te beslechten. Op 4 maart 1862 splitste Van Dorn zijn leger in twee divisies onder leiding van Price en McCulloch. Zij moesten in noordelijke richting marcheren langs de Bentenville Detour om de vijand te flankeren en hun communicatie- en bevoorradingslijnen af te snijden. Van Dorn liet zijn bagagetrein achter om de mars te bespoedigen. Dit zou een beslissende invloed hebben op de slag.
De Zuidelijken marcheerden drie dagen lang langs de weg van Fayetteville, Elm Springs en Osage Springs naar Bentonville in ijskoud stormweer. Veel soldaten hadden geen degelijke uitrusting. Sommigen liepen zelfs de volledige afstand op hun blote voeten. Ze geraakten hongerig en uitgeput op hun bestemming.
Van Dorn gaf het bevel aan McCulloch om ten westen van Pea Ridge de vijand te flankeren. Price marcheerde de andere richting op. Beide generaals moesten bij Elkhorn Tavern opnieuw contact zoeken.
Deze manoeuvres waren niet onopgemerkt voorbijgegaan. Curtis kreeg de tijd om zijn leger te herpositioneren om de aanval in zijn achterhoede af te slaan. Hij stelde zijn troepen zodanig op dat ze tussen de twee vijandelijke vleugels konden manoeuvreren.

### Gevechten bij Bentonville, Arkansas
Toen Curtis op de hoogte gebracht werd door Noordelijke sympathisanten uit Arkansas van de vijandelijke bewegingen concentreerde hij zijn eenheden achter Little Sugar Creek. Op 6 maart marcheerde de brigade van William Vandever 63 km in 16 uur van Huntsville, Arkansas naar Little Sugar Creek.
De rechterflank van zijn leger leed onder de onvoorzichtige aanpak van zijn onderbevelhebber Franz Sigel. Sigel had 360 soldaten naar het westen gestuurd op een verkenningsmissie. Deze soldaten zouden de gevechten van de volgende dagen missen. Sigel trok ook een cavaleriepatrouille terug die een weg in het oog moest houden. Dezelfde weg waarlangs de Zuidelijken opmarcheerden. Op eigen initiatief stuurde kolonel Frederick Schaefer van de 2de Missouri Volunteer Infantry een patrouille naar deze weg. Toen Van Dorns voorhoede op die patrouille stootte, waren de Noordelijken gealarmeerd. Sigel was ook te traag om Bentonville te evacueren dat zijn achterhoede bijna verslagen werd door Van Dorn op 6 maart.
Toen de Zuidelijken bijna tot voor zijn deur stonden, trok Sigel zijn 600 soldaten en 6 kanonnen terug via een weg in noordoostelijke richting dichter bij Curtis. De 1st Missouri Cavalry onder leiding van Elijah Gates viel Sigel aan vanuit het zuiden om de vluchtroute af te snijden. Een compagnie van de 36th Illinois Volunteer Infantry regiment werd hierbij gevangengenomen. Toch werden er veel mannen opnieuw bevrijd door andere Noordelijke eenheden die zich langs de weg terug trokken. Sigel slaagde erin om zijn soldaten al vechtend door de vijandelijke aanval te loodsen.
De Zuidelijken probeerden Sigel te omsingelen terwijl Gates de zuidelijke route afsloot. De Noordelijken ontsnapten toch aan de omsingeling omdat 3.000 cavaleristen onder McIntosch te ver doorgereden waren. Toen ze de fout inzagen en teruggekeerd waren, was de vogel reeds gaan vliegen. Een Zuidelijke poging om de achtervolging in te zetten mislukte toen de 3rd Texas Cavalry een charge uitvoerde. Ze kwamen echter midden in de Noordelijke slaglinie terecht en werden verslagen. Ze verloren 10 doden en 20 gewonden door geconcentreerd Noordelijk geweer- en kanonvuur.

### Geografie

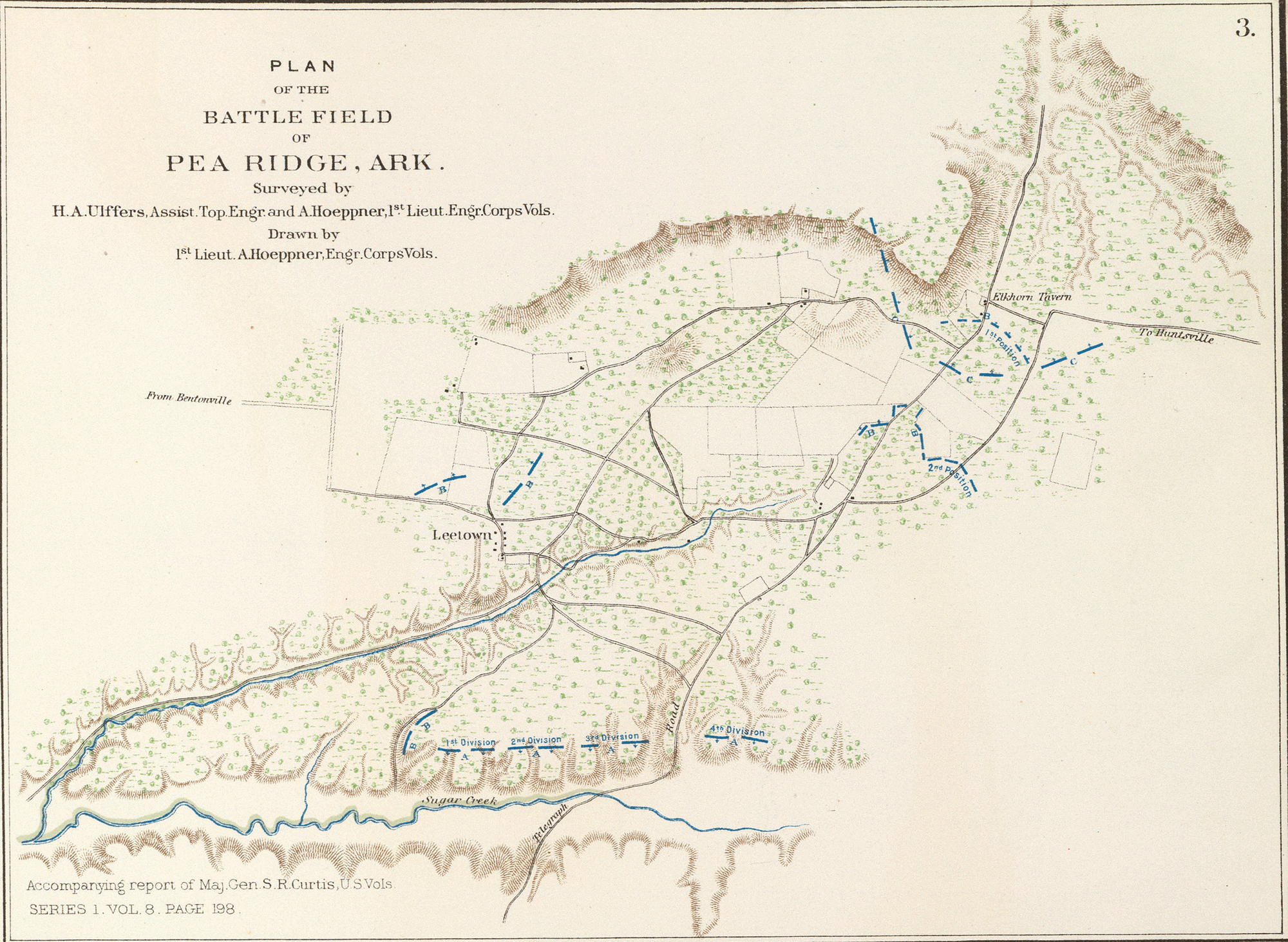
Overzicht van het slagveld bij Pea Ridge

Curtis stelde zijn vier kleine divisies op langs de Telegraph Road in een versterkte positie op de hellingen boven Little Sugar Creek. Vanuit de rivier liep de Telegraph Road in noordoostelijke richting naar Elkhorn Tavern. Bij deze taverne kruiste de weg met de Huntsville Road die verderliep in oostelijke richting en Ford Road die in westelijke richting liep. De Telegraph Road liep verder in noordelijke richting naar de grens met Missouri en verder naar de Noordelijke basis van St. Louis. Het gehuchtje Leetown lag ten noordwesten van de weg ongeveer halfweg tussen de posities van Curtis en Ford Road. Curtis richtte zijn hoofdkwartier in bij Pratt’s Store tussen de weg, Elkhorn en Little Sugar Creek.
Van Dorn hoopte nog altijd om de vijandelijke achterhoede te bereiken via de Bentonville Detour. Deze liep van Camp Stephens, ten westen van de Noordelijke posities, om Pea Ridge aan te snijden vanuit noordoostelijke richting. De Detour liep verder in noordoostelijke richting waar het Telegraph Road kruiste bij Cross Timber Hollow. Ten zuiden van Bentonville Detoue, ten westen van Cross Timber Hollow en ten noorden van Ford Road lag het militair ondoordringbaar gebied van Big Mountain.
In de nacht van 6 maart leidde kolonel Grenville Dodge verschillende eenheden om de Bentonville Detour te blokkeren. Deze actie werd ondernomen met goedkeuring van Curtis. Dodge en zijn mannen kapten bomen om om de Zuidelijke marsroute te hinderen. Dezelfde nacht begon Van Dorn de opmars langs deze weg die vertraagd werd door de obstakels van Dodge, een tekort aan ingenieurs, uitgeputte mannen en slechte communicatie.

## De slag op 7 maart

### Eerste contact tussen de opponenten
Van Dorn had gehoopt om met zijn beide divisies Cross Timber Hollow te bereiken. Bij het ochtendlicht was enkel de divisie onder Price op de bestemming aangekomen. Vanwege deze vertraging moest McCulloch de Ford Road nemen vanaf Twelve Corner Church om dan aan te sluiten bij Price bij Elkhorn Tavern.
Noordelijke patrouilles hadden de twee vijandelijke divisies opgemerkt in de vroege ochtend van de 7de maart. Curtis wist echter niet welke van de twee divisies de hoofdmacht was. Daarom stuurde hij Dodge’s brigade via de Telegraph Road naar Elkhorn Tavern om de 24th Missouri Infantry te versterken. Dodge’s brigade maakte deel uit van de 4de divisie onder leiding van kolonel Eugene A. Carr. Wat achteraf een geluk zou blijken te zijn voor Curtis, negeerde Dodge deze bevelen. Hij was zeer bezorgd over de achterhoede van Curtis’s leger. Dodge trok zijn brigade terug naar Pratt’s Store. Van hieruit kon Dodge zowel Curtis als de 24th Missouri versterken indien nodig. Curtis stuurde nog een verkenningseenheid uit onder leiding van kolonel Peter J. Osterhaus om de Ford Road in het oog te houden. Deze eenheid werd samengesteld uit Greusel’s brigade van de 1ste divisie, enkele cavalerie-eskadrons onder leiding van kolonel Cyrus Bussey en 12 kanonnen.

### De linkervleugel
Mc Culloch’s divisie draaide naar het westen op de Ford Road en stootte op Noordelijke eenheden bij het kleine dorpje Leetown. Er brak een verwoed vuurgevecht los. McCulloch en McIntosh sneuvelden kort na de aanvang van het vuurgevecht. Kolonel Hébert werd gevangengenomen. Dit zou de Zuidelijke bevelstructuur danig verzwakken.

### Leetown
Rond 11.30u trok Osterhaus langs een muur van opgestapeld hout het hof van Foster Farm op en werd getrakteerd op een ongelooflijk zicht. Enkele honderden meter verderop zag hij de volledige divisie van McCulloch in oostelijke richting marcheren langs de Ford Road. Hoewel de slaagkansen enorm klein waren, liet Osterhaus Bussey’s kleine strijdmacht de vijand aanvallen. Hiermee hoopte Osterhaus tijd te winnen om zijn eigen infanterie in slaglinie op te stellen. Drie Noordelijke kanonnen openden het vuur op de Zuidelijke colonnes. McCulloch stuurde de 3.000 cavaleristen van McIntosch erop af. Deze charge overrompelde Bussey’s eenheid volledig. De Noordelijken zetten het op een lopen. De drie kanonnen vallen in vijandelijke handen. Even verderop in westelijke richting liepen twee compagnies van de 3rd Iowa in een Cherokee hinderlaag en zetten het eveneens op een lopen.
Ten zuiden van de houten muur lag Oberson’s Field. Greusel kreeg genoeg tijd om zijn brigade en negen kanonnen in slaglinie op te stellen langs de bosrand ten zuiden van het veld. Lawrence Sullivan Ross achtervolgde ondertussen met zijn 6th Texas Cavalry de restanten van Bussey’s cavalerie. Toen Ross het veld bereikte werd hij beschoten en moesten zijn mannen zich terugtrekken. Greusel stelde twee compagnies van scherpschutters van de 36th Illinois op langs de zuidelijke rand van de houten muur tussen Oberson’s Field en Foster’s Field. De Noordelijke artillerie vuurde blindelings over de houten muur. Deze kanonnade deed paniek uitbreken bij de Cherokee. Deze verlieten hun positie en bleven weg. Ondertussen had McCulloch de brigade van Hébert opgesteld over een breed front. McCulloch stuurde de rechterflank van deze aanval, Hébert de linkerflank.
De Texaanse generaal reed persoonlijk voorop om de vijandelijke posities in te schatten. Hij kwam binnen het bereik van de Noordelijke scherpschutters en werd dodelijk getroffen in het hart. McIntosh nam het bevel op zich. Omdat de officieren bang waren van een vernietigend effect op het moreel van de soldaten door de dood van McCulloch, werd deze boodschap niet doorgegeven aan de manschappen. Dit zou nog zware gevolgen hebben.
Zonder Hébert of ander officieren te betrekken, leidde McIntosh zijn 2nd Arkansas Mounted Rifles Regiment ten aanval. Toen ze het zuidelijk uiteinde van de houten muur bereikten, werden ze verwelkomd met een fusillade van Greusel’s brigade. McIntosh viel dood neer. Hébert, onbewust dat hij nu de bevelhebber was, leidde zijn linkervleugel om de bosrand aan te vallen.
Ondertussen bleven de kolonels van de rechtervleugel van de aanval waar ze waren tot ze bevelen zouden krijgen van Hébert. Rond 14.00u begon het moreel van McCulloch’s divisie te breken door het verlies van hun bevelhebbers en de voortdurende kanonnade en fusillade van de Noordelijken.
Héberts krachtige aanval werd tegengehouden door de 3de divisie onder kolonel Jefferson C. Davis. Davis was normaal bestemd om Elkhorn te verdedigen, maar werd naar Leetown gestuurd. De Zuidelijke troepen hadden bijna de voorste brigade onder leiding van kolonel Julius White overrompeld. De Noordelijke cavaleriecharge haalde weinig uit. Toen de brigade van kolonel Thomas Pattison arriveerde, werd deze via een bosweg eropuit gestuurd om de Zuidelijke linkerflank aan te vallen. Ondertussen slaagde Osterhaus erin om de vijandelijke rechterflank aan te vallen. Na zware gevechten in de dichte bossen werden de Zuidelijken uiteindelijke terug gedrongen naar de Fort Road. Door de verwarring en vele kruitdampen waren Hébert en enkele van zijn mannen verdwaald geraakt in de bossen. Later op de dag werden ze gevangengenomen door Noordelijke cavalerie.
Op dit punt zou Elkanah Greer het bevel van McCulloch’s divisie op zich moeten nemen. Door de verwarring werd hij maar enkele uren later op de hoogte gebracht. Ondertussen had brigadegeneraal Albert Pike rond 15.00u het bevel overgenomen rond Leetown. Rond 15.30u Gaf Pike het bevel tot de terugtocht naar Twelve Corners Church. Dit stortte de divisie in volledige verwarring. Sommige eenheden bleven achter op het slagveld, anderen trokken zich terug richting Camp Stevens, weer anderen richting Van Dorn. Eén regiment moest zelfs zijn wapens begraven om ze later weer op te halen. Enkele uren later nam Greer uiteindelijk het bevel op zich. Hij zou in eerste instantie met het overschot van de divisie op het slagveld blijven, maar na overleg met Van Dorn trok hij zich toch terug naar Cross Timber Hollow.

### De rechtervleugel
Aan de andere kant van Pea Ridge botsten Van Dorn en Price op de Noordelijken bij Elkhorn Tavern. Van Dorn gaf het sein tot de aanval. Tegen de avond slaagden ze erin om de Noordelijken terug te drijven. Ze namen Telegraph en Huntville Road in en Curtis’ communicatielijnen bij Elkhorn Tavern werden afgesneden. Tijdens de nacht voegden de restanten van McCulloch’s divisie zich bij Van Dorn.

### Elkhorn Tavern
Rond 9.30u botste Cearnal’s cavalerie als deel van de voorhoede op een compagnie van de 24th Missouri in Cross Timber Hollow. Kort daarna arriveerde Carr met Dodge’s brigade achter hem. Carr stelde zijn regimenten op in noordelijke richting langs de rand van het plateau bij de taverne. Hij trok de 24th Missouri terug om zijn linkerflank bij de voet van Big Mountain te dekken. De bevelhebbe van de Noordelijke 4de divisie stuurde de 1ste Iowa Battery naar voren om de Zuidelijke opmars te vertragen.
Toen maakte Van Dorn een grote fout. In de plaats van Carrs eenheden te vernietigen met zijn overmacht van 5.000 soldaten, liet hij Price’s soldaten opstellen. Dit ging natuurlijk gepaard met het nodige tijdverlies. Toen de Noordelijke kanonnen het vuur openden, liet Van Dorn zijn artillerie het vuur openen. 21 Zuidelijke kanonnen schoten op de 4 kanonnen van Iowa. Toen Price’s soldaten eindelijk opgesteld waren en de aanval openden, reageerden de Noordelijken met een zware tegenaanval. De Zuidelijke opmars stokte bij Elkhorn. De linkerflank eenheden van Price zetten toch door richting Williams Hollow. Als ze erin slaagden om de rand van het plateau te bereiken zou Carrs rechterflank gekeerd zijn.
Rond 12.30u arriveerde Carrs tweede brigade onder leiding van Vandever bij Elkhorn. Deze eenheid moest onmiddellijk een tegenaanval uitvoeren om Price’s rechterflank. De Zuidelijke overmacht dwong Vandever om de aanval te staken en zijn troepen heuvelopwaarts terug te trekken. Rond 14.00u werd Van Dorn het nieuws gemeld dat McCulloch’s divisie niet tot aan Elkhorn zou geraken. Op het initiatief van Lewis Henry Little werd de 1st Missouri Brigade ten aanval gestuurd. Dit voorval overtuigde Van Dorn ervan om meer agressieve maatregelen te nemen. Price raakte gewond maar bleef het bevel voeren over de linkervleugel. Van Dorn nam de tactische controle over van de rechtervleugel. Opnieuw ging er tijd verloren in de opstelling en reorganisatie van Price’s divisie. Curtis stuurde ondertussen alle eenheden die hij kon missen om Carr te assisteren. Carr raakte driemaal gewond. Een keer in de enkel, dan in de nek en dan nog eens in zijn arm. Hij weigerde om het slagveld te verlaten. In 1894 zou hij voor deze daad de Medal of Honor krijgen.
Toen de linkerflank van Price’s divisie eindelijk de aanval opende rond 4.30u, was Carr’s slaglinie gekeerd. Op de rechterflank stortte Dodge’s brigade in na zware gevechten rond Clemon’s Farm. Ook de soldaten van Vandever op de linkerflank werden stelselmatig terug gedrongen tot achter de taverne. In het centrum stuurde Little zijn mannen recht in de vuurmonden van de Noordelijke artillerie. Uiteindelijk werd de Zuidelijke opmars gestopt door Vandever’s mannen bij Ruddick’s field, een halve kilometer van de taverne. Daar werden ze versterkt door de restanten van Dodge’s soldaten, delen van de 2de divisie en Curtis. Rond 18.30u voerde Curtis een korte tegenaanval uit. Vanwege de invallende duisternis werd deze aanval stopgezet.

## De slag op 8 maart

### De nacht van 7 op 8 maart
Tijdens de nacht daalde de temperatuur pijnsnel. Voor beide legers was het miserabele nacht. De 3de divisie van Davis werd naar Ruddick’s field verplaatst. Daar aangekomen werd Davis ter linkerzijde van Carr opgesteld. Sigel kampeerde uiteindelijke bij Pratt’s store nadat hij met de 1ste en 2de divisies in cirkels had gemarcheerd. Asboth drong er bij Curtis op aan om het Noordelijke leger terug te trekken. Curtis geloofde echter nog altijd in de overwinning.
Enkele regimenten en batterijen van McCulloch’s divisie, onder leiding van Greer, sloten zich aan bij Van Dorn. Ze hadden er een nachtmars opzitten via de Bentonville Detour en Cross Timber Hollow. Van Dorn realiseerde zich niet dat een verkeerd doorgegeven bevel zijn bagagetrein teruggestuurd had naar Camp Stephens. De volgende morgen zou de reservemunitie totaal tekortschieten.

### Noordelijke tegenaanval
In de vroege ochtend van 8 maart concentreerde Curtis zijn artillerie bij de taverne en lanceerde een tegenaanval in de hoop om zijn communicatielijnen opnieuw te veroveren.
De aanval werd geleid door Franz Sigel. De geconcentreerde artillerie met gecombineerde infanterie en cavalerie-aanvallen tastten de Zuidelijke slaglinie aan. Tegen de middag besefte Van Dorn dat hij te weinig munitie had en dat zijn voorraden niet meer op tijd op het slagveld zouden geraken. Van Dorn trok zich terug via de Huntsville Road.

### De Tweede dag
In de vroege ochtend stuurde Sigel Osterhaus eropuit om de velden ten westen van Elkhorn te verkennen. Osterhaus ontdekte een heuveltje die perfect als artillerielocatie kon fungeren en rapporteerde dit aan Sigel. Osterhaus stelde ook voor om de 1ste en 2de divisie te laten optrekken langs de Telegraph Road om zo aansluiting te vinden met de linkerflank van Davis. Sigel ging hiermee akkoord en stuurde zijn divisies op pad.
Ondertussen liet Davis zijn Illinois batterij enkele salvo’s vuren in de bossen recht tegenover zijn positie. Dit lokte een scherp antwoord uit van de Zuidelijken. Drie batterijen openden het vuur. Twee Noordelijke batterijen moesten zich terugtrekken en de Noordelijke infanterie zocht dekking in de nabijgelegen bossen. Een sterke Zuidelijke aanval werd afgeslagen.
Sigels soldaten namen hun plaats in naast de linkerflank van Davis. Rond 08.00u stelde Asboth zijn kleine divisie op de uiterste linkse flank op. Daarnaast stonden Osterhaus, Davis en Carr. De Noordelijke slaglinie was voornamelijk noordelijke georiënteerd. Sigel concentreerde 21 kanonnen op de heuvel, voorgesteld door Osterhaus, ten westen van Elkhorn. Onder Sigel persoonlijke leiding openden de batterijen een vernietigend vuur op de 12 Zuidelijke kanonnen. Toen de Zuidelijke kanonniers zich terug trokken, werden ze vervangen door twee nieuwe batterijen. Toen een van de twee bemanningen vluchten, werd de bevelhebber door Van Dorn onder arrest geplaatst. Het Zuidelijke kanonvuur was onnauwkeurig en doodde weinig vijanden.
Toen de Zuidelijke batterijen vrijwel uitgeschakeld waren, dirigeerde Sigel het Noordelijk kanonvuur naar de vijandelijke infanterie. Bij de voet van Big Mountain vormden de versplinterde rotsen en houtfragmenten een dodelijke cocktail. De 2nd Missouri Brigade moest zich terugtrekken. Tijdens de beschietingen rukte Sigel’s infanterie stelselmatig op zodat ze tegen 09.30u een rechtsdraaiende beweging voltooid hadden. Ze stonden nu in noordoostelijke richting opgesteld.
Rond dit uur ontdekte Van Dorn dat zijn bagagetrein in geen kilometers omtrek te bespeuren viel. Zijn munitie slonk zienderogen. Hij realiseerde zich dat de slag verloren was en liet zijn leger via de Huntville Road vertrekken. Dit ging gepaard met enige verwarring.
Op 10.30u stuurde Sigel zijn twee divisies ten aanval. Op de uiterste linkerflank dreef Asboth de 2nd Cherokee Mounted Rifles voor zich uit. Osterhaus werd weerstaan door de 1st Missouri Brigade. Davis kreeg het bevel om het centrum aan te vallen.
Van Dorn verliet het slagveld op 11.00u. Rond de middag ontmoetten Sigel’s soldaten die van Davis bij Elkhorn Tavern. De overwinning was compleet. Enkele Zuidelijken ontsnapten nog via Wire Road naar Cross Timber Hollow. Daar trok het Zuidelijke leger zich verder terug naar Bentonville Detour. Door de algemene verwarring was Curtis niet op de hoogte van de ontsnapping van Van Dorn via de Huntsville Road. Hij dacht dat Van Dorn via Cross Timber Hollow probeerde te ontsnappen en stuurde Sigel met zijn cavalerie ernaartoe om Van Dorn te vangen.

### Sigel's vreemde tocht
In plaats van de aangeduide eenheden te nemen die Curtis voor de achtervolging gestuurd had, verzamelde Curtis zijn twee divisies en marcheerde naar Keetsville, Missouri. Toen Sigel daar arriveerde, stuurde hij een bericht naar Curtis om de bagagetrein naar Keetsville te sturen. Een geërgerde Curtis bleef waar hij was. Op 9 maart keerde Sigel uiteindelijk terug naar het slagveld en hij gaf toe dat de Zuidelijken zich niet via Missouri teruggetrokken hadden.

## Gevolgen
De Noordelijken verloren 203 doden, 980 gewonden en 201 vermisten. De meeste slachtoffers waren bij de divisie van Carr te betreuren met een totaal van 682. Ze vielen bijna allemaal op de eerste dag van de slag. Asboth en Carr raakten gewond. Van Dorns leger verloor 800 doden en gewonden en ongeveer 200 tot 300 gevangenen. Andere berekeningen vermelden 2.000 slachtoffers als een meer realistisch cijfer. Verschillende hogere officieren werden gedood zoals McCulloch, McIntosh en William Y. Slack. Price raakte gewond. Kolonel Hébert werd gevangengenomen.
Van Dorns leger trok terug terwijl ze van het weinige van het land leefden. Hun bagagetrein was immers ver verwijderd van het leger. Ten zuiden van de Boston Mountains vond het leger aansluiting bij de bagagetrein.
Na de nederlaag bij Pea Ridge vormden de Zuidelijken geen ernstige dreiging meer in Missouri. Binnen enkele weken werd Van Dorns leger over de Mississippi gezet waardoor Arkansas vrijwel onverdedigd achterbleef.
Na zijn overwinning marcheerde Curtis naar het oosten richting West Plains, Missouri. Daarna draaide hij naar het zuiden om het noordoosten van Arkansas te bezetten. Door een gebrek aan voorraden slaagde hij er echter niet in om Little Rock in Arkansas te veroveren. Op 12 juli slaagde hij er wel in om Helena in Arkansas in te nemen.

### De bevelhebbers
Curtis bleef vastberaden en koel. Hij leidde zijn klein leger op een efficiënte manier tijdens de twee dagen van de veldslag. Drie van zijn vier divisiecommandanten waren eveneens capabele mensen. Osterhaus, Davis en Carr droegen allemaal hun steentje bij aan de overwinning. Ook Dodge, Vandever en Greusel blonken uit. Sigel’s commando zou tot wrijvingen leiden met zijn oversten. Hij werd kort daarna overgeplaatst naar Virginia.
Bij de Zuidelijken negeerde Van Dorn logistieke problemen. Hij had niet de volledige controle over zijn leger. Toen McCulloch sneuvelde, desintegreede zijn divisie terwijl Van Dorn zich bezighield met de tactische gevechten van de divisie van Price. Het contact met de bagagetrein ging verloren. Dit was de onrechtstreekse aanleiding tot het verlies van de slag.